# Herbert Felix
Herbert Felix (* 9. Juli 1908 in Znaim, Mähren, Österreich-Ungarn; † 5. Mai 1973 in Torekov, Schweden) war der Gründer von AB Felix in Schweden und Felix Austria in Österreich.

## Leben
Herbert Felix begann in Znaim im Familienbetrieb Löw & Felix zu arbeiten. Er sollte Nachfolger seines Vaters als Firmenleiter werden, musste aber nach Schweden fliehen, als die Nationalsozialisten ab 1938 Böhmen und Mähren, seit 1918 Teile der Tschechoslowakei, besetzten.
Herbert Felix heiratete eine Schwedin. Seine Mutter, sein Vater und sein Bruder wurden im KZ Auschwitz ermordet.
In Schweden begann Felix eine erfolgreiche Zusammenarbeit mit P. Håkansson in Eslöv. Die Marke Felix, 1941 eingeführt, wurde in Schweden ein echtes Warenzeichen für Gurken, aber bald auch andere Produkte.
Herbert Felix ging 1943 nach Schottland, um sich als Offizier einer tschechoslowakischen Exiltruppe anzuschließen. Als solcher machte er 1944 die Landung der Alliierten in der Normandie mit. 1945 kehrte er nach Eslöv zurück. Das Unternehmen wurde 1954 in AB Felix umbenannt (AB im Namen ist die Abkürzung von aktiebolag ‚Aktiengesellschaft‘). 1958 wurde Felix zum österreichischen Honorarkonsul in Malmö ernannt.
Bruno Kreisky, in der Kriegszeit ebenfalls im Exil in Schweden und nach dem Krieg in der österreichischen Außenpolitik aktiv, ermutigte seinen Cousin Herbert Felix, in Österreich zu investieren: 1959 wurde Felix Austria in Mattersburg im Burgenland gegründet. 1961 bis 1964 verkaufte Herbert Felix seine Anteile an der in wirtschaftliche Schwierigkeiten geratenen AB Felix. 1965 bis 1969 arbeitete er in Rom für die FAO, die UN-Organisation für Ernährung und Landwirtschaft.
Im April 2007 wurde Herbert Felix in memoriam die Ehrenbürgerschaft seiner heute tschechischen  Geburtsstadt Znaim verliehen.